# Hernández (achternaam)

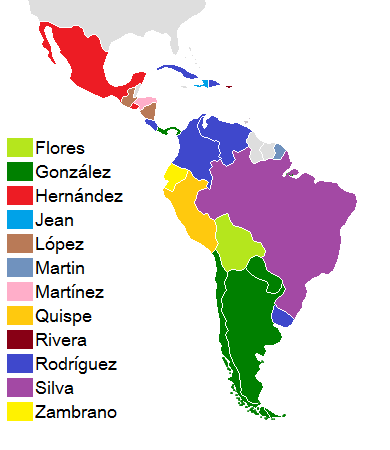
Meest voorkomende achternamen in Latijns-Amerika naar land

Hernández is een veel voorkomende Spaanstalige achternaam. Oorspronkelijk is het een patroniem van Hernando, wat waarschijnlijk dezelfde oorsprong heeft als Fernando, namelijk het visigotische Frið-nanð, "dappere beschermer" of Farð-nanð, "dappere reiziger", hoewel dit niet met zekerheid te zeggen valt.
In Mexico is Hernández de vaakst voorkomende achternaam. 3.430.027 personen heten zo van hun eerste achternaam en 3.502.322 van hun tweede achternaam (Spanjaarden en Zuid-Amerikanen hebben twee achternamen, waarvan de eerste de belangrijkste is, zie Iberische en Ibero-Amerikaanse achternamen). De meest voorkomende complete naam is daarmee Juan Hernández Hernández voor mannen, en Juana Hernández Hernández voor vrouwen.
Ook in de rest van de Spaanstalige wereld is Hernández een veel voorkomende naam. In Colombia hebben 454.471 personen de achternaam Hernández, waarmee het de zevende achternaam van het land is. In Spanje zelf, waar 359.938 personen, oftewel 0,77% van de bevolking, Hernández als eerste achternaam heeft, is het de op twaalf na meest voorkomende naam.